# Cerro de Algodón
El Cerro de Algodón es una elevación montañosa localizada en la Sierra Madre del Sur, en el municipio de Totontepec Villa de Morelos, entre las comunidades de San José Chinantequilla y Santa María Tonaguía al norte del estado de Oaxaca, México; con una altitud de 1610m es el punto geográfico más destacado de esta zona junto con el "Zempoaltépetl" Su nombre proviene del hecho que a principios del siglo XX tuvo un desprendimiento quedando expuesta la 5 parte de su estructura cubierta de árboles y musgos por lo que le da la apariencia de algodón.

## Descripción
Esta elevación montañosa se ubica en la zona alta de la región mixe de Oaxaca a 150 km de la capital del estado (Oaxaca de Juárez). El Cerro de Algodón tiene una elevación de aproximadamente 1610 m s. n. m., en él se desarrollan especies tropicales ya que se encuentra en una de las zonas más húmedas de Oaxaca, el clima templado-húmedo característico de esta zona propicia el desarrollo  de diversas especies florísticas  y  faunísticas.
Esta elevación ha sufrido modificaciones geográficas y físicas debido a que se encuentra  en una zona altamente húmeda con lluvias prolongadas en la mayor parte del año, se tienen registros de que a principios del siglo XX sufrió un considerable desprendimiento ya que casi una quinta parte de su estructura fue corroída debido a las fuertes lluvias que azotaban esta región. Esta montaña posee una importante influencia cultural sobre los habitantes de esta zona ya que le rinden tributo depositando ofrendas en honor a este cerro,  pidiendo por sus seres queridos o por buenas cosechas pues tienen la creencia de que en ese lugar habita un mítico ser que los protege y vela por su pueblo.